# Geletnek
Geletnek (szlovákul: Hliník nad Hronom) község Szlovákiában, a Besztercebányai kerületben, a Garamszentkereszti járásban.

## Fekvése
Garamszentkereszttől 8 km-re délnyugatra, a Garam bal partján fekszik.

## Története
1075-ben "Gelednuk" néven említik először, a garamszentbenedeki bencés apátság birtokában állt ekkor, és már vámja is volt, részben szintén az apátság birtokában. 1237-ben "Gelednek" alakban említi oklevél. Egykori gótikus temploma a 14. században épült, 1332-ben a pápai tizedjegyzék már említi. Később egy tűzvészben súlyosan megrongálódott, ezért 1408-ban a templomot teljesen újjá kellett építeni. 1388-ban malma és vámja a saskői váruradalomhoz tartozott. 1440-ben Giskra János erődített kastélyt építtetett ide tágas pincékkel és titkos földalatti folyosókkal. A település 1494-ben Hunyadi Mátyástól vásártartási jogot kapott és ezzel fontos kereskedelmi központ lett. 1534-ben a Kálnayaké, majd újra a saskői uradalomé és kihalásukig a Dóczy családé volt. Lakói fuvarozással, mezőgazdasággal, állattartással, sörfőzéssel, molnársággal és malomkőkészítéssel, továbbá csizmadia-, szabó- és kovácsmesterséggel, valamint méhészkedéssel foglalkoztak. A malomkőkészítésnek 600 éves hagyományai vannak, az ország legjobb minőségű malomkövei innen kerültek ki.
A falu lakói 1550 körül reformátusok lettek. 1601-ben malommal, kúriával és 64 házzal rendelkezett. 1627-ben a falut megtámadta és elpusztította a török. 1673-ban újraalapították a katolikus plébániát. 1678-ban Thököly hadai a várkastélyt ostrommal bevették és lerombolták, azonban újra felépült. 1720-ban kovács, kőműves, mészáros is élt a faluban, melynek kocsmája és 51 adózó háztartása volt. 1828-ban 89 házában 620 lakos élt, akik mezőgazdasággal, malomkőfaragással foglalkoztak. A malomkő már a község 1637-ből származó címerén is szerepel.
Vályi András szerint: "GELETNEK. Hlinik. Elegyes tót falu Bars Vármegyében, földes Ura a’ Királyi Kamara, lakosai katolikusok, fekszik Keresztfalutól egy mértföldnyire. Jó földgyein kivűl vannak erdeje, legelője, réttyei, kaposztás földgyei, kertyei jók, ’s számos marhát nevelhetnek, vagyonnyaiknak eladásokra otthon, is jó módgyok van, kézi munkával a’ Kőbányákban kereshetnek, a’ Bánya Városokban is fuhározással, malma helyben, Kőbányájában nevezetes malom követ készítenek, szőlö hegye ugyan nintsen, mindazáltal, első Osztálybéli."
Fényes Elek szerint: "Geletnek, (Hlinik), tót falu, Bars vmegyében, a Garan bal partján, Selmeczhez 2 mfld: 620 kath. lak. Kath. paroch. templom. Rétje, legelője igen jó; gyümölcse bőven, vizimalma, s egy igen nevezetes kőbányája van, melly a legjobb malomköveket adja egész hazánkban, s azért messze elhordatik. F. u. a kamara."
Bars vármegye monográfiája szerint: "Geletnek, a Garamvölgyben fekvő tót kisközség, 911 róm. kath. vallású lakossal. Közjegyzőségi és m. kir. erdőgondnoksági székhely. Géza fejedelem 1075-ben a község felét a szent-benedeki apátságnak adományozza, a mikor az oklevélben Gelednuk néven találjuk említve. 1237-ben IV. Béla a község adójának két harmadát ítéli oda az apátságnak. A tatárjárás után a pápai tizedszedők jegyzékében Gelenek alakban van felemlítve és papja 12 garast fizetett. 1483-ban már Kálnai László barsi főispán a földesura és ő építtette az itteni katholikus templomot is, melyet 1508-ban átalakítottak. Gótikus részletei maig is látszanak. 1494-ben már mint várost találjuk említve és mint mezőváros szerepel még 1637-ben is. Ez időből való pecsétnyomóját a községházán őrzik. A Kálnaiak után a Dóczyak birtokába került, kik itt erős várkastélyt is építtettek, melyet Thököly Imre is vívott és részben le is rombolt. 1663-ban a török pusztította el a községet. Azután a kir. kincstár birtokába került és maig is az a tulajdonosa. A Dóczy-féle várkastélyt később – alakját meghagyva – restaurálták. 1728-ban a község teljesen leégett és templomának is csak a szentélye maradt meg. 1900-ban a község határában négy kiló ezüstpénzt találtak I. Lipót idejéből. A leletet az államkincstár beváltotta. A község határában kitünő trachit- és édesvízi kvarczbányák vannak, melyeknek köveiből híres malomköveket faragnak. A községnek Hlinik volt a tót neve. A mult század elején ide tartozott egy Záhorcsa nevű telep is, melynek 56 lakosa volt. Van postája, távirója és vasúti állomása."
A trianoni békeszerződésig Bars vármegye Garamszentkereszti járásához tartozott.
1930-ban gőzfűrész üzem, 1948-ban gépgyár kezdte meg működését. Földműves szövetkezetét 1956-ban alapították.

## Népessége
| Év:            | 1994. | 2004.   | 2014.   | 2024.   |
| -------------- | ----- | ------- | ------- | ------- |
| Emberek száma: | 3053  | 2946    | 2915    | 2640    |
| Eltérés:       |       | -3,50 % | -1,05 % | -9,43 % |

| Év:            | 2023. | 2024.   |
| -------------- | ----- | ------- |
| Emberek száma: | 2652  | 2640    |
| Eltérés:       |       | -0,45 % |

1910-ben 1038-an, túlnyomórészt szlovák anyanyelvűek lakták.
2001-ben 2958 lakosából 2843 szlovák volt.
2011-ben 2973 lakosából 2750 szlovák volt.
2021-ben 2725 lakosából 2506 (+6) szlovák, 5 (+3) cigány, 4 (+4) magyar, (+1) ruszin, 15 (+5) egyéb és 195 ismeretlen nemzetiségű volt.

## Nevezetességei
- Szent Márton tiszteletére szentelt, római katolikus templomát 1408-ban Kálnai László főispán építtette. 1892-ben megújították.
- A Garam partján áll a Dóczy-várkastély 16. századi kéttornyos épülete. Az épület eredetileg 15. századi. Miután a Thököly vezette kuruc ostromot követően tönkrement, 1678-ban megújították, majd 1889-ben ide került a kincstári erdészeti igazgatás székhelye. A 20. században átalakították.
- Szent Vendel szobra 1778-ban készült barokk stílusban.
- Szent Flórián szobra 1818-ban készült klasszicista stílusban.
- A falu határában fekvő festői hegyszoros egyik sziklájában Szabó József (1822-1894) geológus tiszteletére 1908-ban emléktáblát helyeztek el.

## Híres emberek
- Itt született 1887. április 28-án Lesenyi Ferenc erdőmérnök, egyetemi tanár. Több műve jelent meg az erdészeti szakoktatás területén.
- Itt született 1951. október 12-én Ľudovít Černák Szlovákia egykori gazdasági minisztere.

## Külső hivatkozások
- Községinfó
- Geletnek Szlovákia térképén
- E-obce.sk